# توسع الناتو

خريطة دول حلف الناتو مرتبة زمنياً.

التسلسل الزمني لعضوية الجزء الأوروبي من الناتو

توسيع منظمة حلف شمال الأطلسي (المعروفة باسم الناتو) هي عملية ضم دول أعضاء جدد إلى الناتو. الناتو هو حلفٌ عسكريٌّ مؤلف من 27 دولة أوروبية ودولتين من أمريكا الشمالية تشكًل معًا نظام أمنٍ مشتركٍ. تُحدد عملية الانضمام إلى الحلف عن طريق المادة 10 من معاهدة شمال الأطلسي، والتي تسمح فقط بضم «دول أوروبية أخرى»، ومن خلال اتفاقيات لاحقة. يجب على الدول الراغبة بالانضمام تحقيق شروط معينة وإكمال عملية متعددة الخطوات تتضمن حوارًا سياسيًا وتكاملًا عسكريًا. يشرف مجلس شمال الأطلسي على عملية الانضمام، والذي يعد جهاز الناتو الإداري.
بعد تشكيل الناتو في عام 1949 من 12 دولة عضو، توسّع الناتو بضم اليونان وتركيا في عام 1952 وألمانيا الغربية في عام 1955، ومن ثمّ إسبانيا في عام 1982. بعد انتهاء الحرب الباردة، وإعادة توحيد ألمانيا في عام 1990، حصل نقاشٌ في الناتو حول استمرار التوسع باتجاه الشرق. في عام 1999، انضمّت بولندا والمجر والتشيك إلى المنظمة، وسط الكثير من النقاش داخل المنظمة واعتراض روسي. جاء توسعٌ آخر بضم سبعة دول من أوروبا الوسطى والشرقية هي: بلغاريا، وإستونيا، ولاتفيا، وليتوانيا، ورومانيا، وسلوفاكيا، وسلوفينيا. دُعيت هذه الدول لأول مرة للبدء بمحادثات العضوية خلال قمة براغ في عام 2002، وانضمت إلى الناتو قبل فترة قصيرة من قمة إسطنبول في عام 2004. انضمت ألبانيا وكرواتيا في 1 أبريل عام 2009، قبل قمة ستراسبورغ-كيل عام 2009. تعد دولة الجبل الأسود الدولة العضو الأخيرة التي انضمت إلى الناتو وذلك في 5 يونيو عام 2017. بدءًا من عام 2019، يعترف الناتو رسميًا بأربعة أعضاء طامحين هم: البوسنة والهرسك، وجورجيا، ومقدونيا الشمالية، وأوكرانيا. وقّعت مقدونيا الشمالية بروتوكول الانضمام لتصبح دولة عضوًا في الناتو في فبراير عام 2019، والذي يخضع للتصديق من قبل الدوال الأعضاء. يعد التوسع المستقبلي موضع نقاشٍ في العديد من الدول خارج الحلف، ويوجد نقاشٌ سياسيٌّ مفتوحٌ لدى بعض الدول مثل السويد وفنلندا وصربيا، وبينما يرتبط دعم أو معارضة العضوية عند بعض الدول مثل أوكرانيا بأيديولوجيات عرقية وقومية. تسبّب ضم الدول التي كانت في السابق جزءًا من الكتلة الشرقية والاتحاد السوفيتي في تصعيد التوتر بين دول الناتو وروسيا.

## التوسيع في السابق
أضاف الناتو منذ تأسيسه في عام 1949 أعضاء في سبع مناسبات ليتضمن حاليًا 29 عضوًا. توجد 12 دولة تعدّ جزءًا من تأسيس الناتو، هي: بلجيكا، وكندا، والدنمارك، وفرنسا، وآيسلندا، وإيطاليا، ولوكسمبورغ، وهولندا، والنرويج، والبرتغال، والمملكة المتحدة، والولايات المتحدة. شهدت السنوات الباكرة من الحرب الباردة انقسامًا شديدًا بين الدول الرأسمالية، المدعومة من الولايات المتحدة، ودول الاتحاد السوفيتي الشيوعية. سهّل هذا الانقسام ضم البرتغال التي كانت تحت حكم سالازار إلى الناتو وشجّع على انضمام الحكومات اليونانية والتركية المناهضة للشيوعية إلى الناتو في عام 1952. علّقت اليونان عضويتها في عام 1974، إثر الغزو التركي لقبرص، ولكنها انضمت مجددًا في عام 1980 مع تعاون تركي. أنهت اتفاقيات بون-باريس احتلال الحلف لألمانيا الغربية، وصُدّق على هذا بشرط انضمام ألمانيا الغربية للناتو، وهذا ما حدث في عام 1955. على الرغم من معارضة إسبانيا على المشاركة في الشؤون الخارجية في البداية، كانت تحت حكم فرانسيسكو فرانكو منهاضةً للشيوعية بقوة، وملزمة باتفاقيات الدفاع الاعتيادية مع دول الناتو. بعد انتقال إسبانيا نحو الديمقراطية، تعرّضت إسبانيا للضغط لتطبيع علاقاتها الأوروبية، بمافي ذلك الانضمام إلى الناتو، الأمر الذي حدث في عام 1982. أكّد استفتاء شعبيٌّ في عام 1986 دعمه لهذا الأمر.

### الحرب الباردة
كانت 12 دولة جزءًا من تأسيس منظمة حلف شمال الأطلسي: بلجيكا وكندا والدانمارك وفرنسا وآيسلندا وإيطاليا ولوكسمبورغ وهولندا والنروج والبرتغال والمملكة المتحدة والولايات المتحدة الأمريكية. شهدت بداية الحرب الباردة بين عامي 1947 و1953 انقسامًا أيديولوجيًا واقتصاديًا بين الدول الرأسمالية في أوروبا الغربية التي كانت تتلقى الدعم من الولايات المتحدة الأمريكية مع مشروع مارشال ومبدأ ترومان، وبين الدول الشيوعية في أوروبا الشرقية التي كانت تتلقى الدعم من الاتحاد السوفييتي. وهكذا أصبحت معارضة شيوعية النموذج السوفييتي خاصية معرّفة للمنظمة، وباتت الحكومات المناهضة للشيوعية في اليونان التي كانت قد خاضت لتوها حربًا أهلية ضد الجيش المؤيد للشيوعية وفي تركيا، التي كان حزبها الديمقراطي المنتخب حديثًا ثابتًا في تأييده للأمريكيين، تحت ضغط داخلي وخارجي للانضمام إلى التحالف، وهو ما فعله كلا البلدين في شهر فبراير من عام 1952.
وافقت الولايات المتحدة الأمريكية وفرنسا والمملكة المتحدة في البداية على إنهاء احتلالهم لألمانيا في شهر مايو من عام 1952 بموجب اتفاقية بون باريس بشرط أن تنضم الجمهورية الفيدرالية الجديدة في ألمانيا، التي عرفت عمومًا بألمانيا الغربية، إلى حلف شمال الأطلسي، بسبب مخاوف حول السماح بإعادة تسليح ألمانيا الغربية في حال لم تكن منحازة. رفض الحلفاء أيضًا مذكرة ستالين حول ألمانيا محايدة وموحدة في الآن نفسه بصفتها غير صادقة. إلا أن فرنسا أجّلت بداية العملية، جزئيًا بشرط إجراء الاستفتاء في سار حول مكانتها المستقبلية، ووقعت معاهدة منقحة في 23 من شهر أكتوبر من عام 1954، الأمر الذي أتاح لمجلس شمال الأطلسي أن يدعو ألمانيا الغربية بشكل رسمي. أكمل إقرار العضوية في شهر مايو من عام 1955. وفي ذلك الشهر أنشأ الاتحاد السوفييتي التحالف الدفاعي الخاص به، والذي شاع باسم حلف وارسو، بشكل جزئي كرد على عضوية ألمانيا الغربية في حلف شمال الأطلسي. في عام 1974، علقت اليونان عضويتها في حلف شمال الأطلسي إثر التدخل العسكري التركي في قبرص، غير أنها عاودت الانضمام في عام 1980 بعد تعاون من قبل تركيا.
توترت العلاقات بين الدول الأعضاء في حلف شمال الأطلسي وبين إسبانيا الفرانكوية لعدة أعوام، وكان ذلك إلى حد كبير بسبب تعاون فرانكو مع قوى المحور خلال الحرب العالمية الثانية. على الرغم من ثباته على مناهضة الشيوعية، قيل أن فرانكو كان يخشى في عام 1955 أن تقدم إسبانيا لنيل عضوية في حلف شمال الأطلسي قد يتعرض لفيتو من قبل أعضاء الحلف في تلك الفترة. إلا أن فرانكو وقع بالفعل معاهدات دفاع منتظمة مع أعضاء أفراد، من بينها معاهدة مدريد لعام 1953 مع الولايات المتحدة الأمريكية، الأمر الذي أتاح استخدام قواعدها البحرية والجوية في إسبانيا. في أعقاب وفاة فرانكو في عام 1975، بدأت إسبانيا انتقالها نحو الديمقراطية وتعرضت لضغوط دولية لتطبيع علاقاتها مع الديمقراطيات الأوروبية الأخرى. ومضى رئيس الوزراء أدولفو سواريز، الذي انتخب للمرة الأولى في عام 1976، بحذر في العلاقات مع حلف شمال الأطلسي بسبب انقسامات في اتحاد الوسط الديمقراطي الذي كان يمثله حول استخدام الولايات المتحدة للقواعد. في فبراير من عام 1981، وفي أعقاب فشل انقلاب 23 فبراير 1981 في إسبانيا، أصبح ليوبولدو كالفو سوتيلو رئيسًا للوزراء وقاد حملة قوية لنيل العضوية في حلف شمال الأطلسي، وكان ذلك جزئيًا بهدف تحسين السيطرة المدنية على الجيش، وقبلت عضوية إسبانيا في حلف شمال الأطلسي في يونيو من عام 1982. وأكد استفتاء إسباني في عام 1986 الدعم الشعبي للبقاء في الحلف. 
خلال أواسط الثمانينيات من القرن العشرين، بدأت قوة وتماسك حلف وارسو، الذي كان المؤسسة الرئيسية المنافسة لحلف شمال الأطلسي، بالتدهور. بحلول عام 1989 كان الاتحاد السوفييتي قد بات عاجزًا عن تحجيم الحركات الوطنية والديمقراطية التي كانت تكتسب قوة بسرعة. وفي شهر يونيو من عام 1989 أجرت بولندا انتخابات متعددة الأحزاب أطاحت بحزب العمال البولندي الموحد الحليف للسوفييت وأشار الافتتاح السلمي لجدار برلين في شهر نوفمبر إلى نهاية حلف وارسو كأداة لفرض السيطرة السوفييتية. يعتبر سقوط جدار برلين على أنه نهاية الحرب الباردة وانطلاق فترة جديدة في أوروبا ولتوسع حلف شمال الأطلسي.

### إعادة توحيد ألمانيا
جاء أول توسع بعد الحرب الباردة بإعادة توحيد ألمانيا في 5 أكتوبر عام 1990، عندما أصبحت ألمانيا الشرقية سابقًا جزءًا من جمهورية ألمانيا الاتحادية والحلف. اتُفق على هذا من خلال اتفاقية أربعة زائد اثنان في مطلع العام. ومن أجل تأمين الموافقة السوفيتية على بقاء ألمانيا الموحدة في الناتو، اتُفق على عدم تمركز الجنود الأجانب والأسلحة النووية في ألمانيا الشرقية سابقًا، وبرز موضوع توسع الناتو أكثر نحو الشرق.
لم يُذكر توسيع الناتو في اتفاقيات توحيد ألمانيا في سبتمبر-أكتوبر عام 1990، ولذلك لا يوجد تعهدٌ رسميٌّ بشأن عدم التوسع. تعد مسألة فيما إذا كان الغرب ملتزمًا بطريقة غير رسمية بعدم توسع الناتو نحو الشرق أم لم يكن محط نزاع بين المؤرخين وعلماء العلاقات الدولية. يرفض مؤرّخ جامعة هارفرد مارك كرامر وجود اتفاقية غير رسمية، بينما يناقش عالم السياسة في جامعة تكساس إيه آند إم جوشوا آر إتزكويتز وجود اتفاقية غير رسمية. في ديسمبر عام 2017، ناقشت سفيتلانا سافرانسكايا وتوم بلانتون من أرشيف الأمن القومي في جامعة جورج واشنطن بأن المستندات السرية أظهرت مؤخرًا وجود اتفاقيات غير رسمية.
قال جاك ماتلوك، السفير الأمريكي لدى الاتحاد السوفيتي في آخر عهده، إن الغرب قدم «التزامًا واضحًا» بعدم التوسع، وتشير الوثائق السرية إلى تقديم دبلوماسيين أمثال هانز ديتريش غينشر وجيمس بيكر انطباعًا شفهيًا للمفاوضين السوفيتيين بأن عضوية الناتو كانت خارج الطاولة لبعض الدول أمثال تشيكوسلوفاكيا والمجر وبولندا. كتب غورباتشوف في مذكراته في عام 1966، أنه «خلال مفاوضات توحيد ألمانيا، أعطى الغرب تأكيدًا بعدم توسيع الناتو منطقة عملياته باتجاه الشرق»، أعاد ذكر هذا الرأي في مقابلة له عام 2008. وعلى أي حال، قال غورباتشوف في عام 2014 «لم يُناقش موضوع توسيع الناتو على الإطلاق ]في عام 1990[، ولم يُفتح الموضوع في تلك السنة، أقول هذا وأتحمل كامل مسؤوليته. لم يفتح القادة الغربيون هذا الموضوع أيضًا». كان إدوارد شيفردنادزه، وزير خارجية الاتحاد السوفيتي ما بين عامي 1985 و1991، يؤكد دائمًا على أنه «لم يُطرح توسيع الناتو ما وراء حدود ألمانيا للتفاوض أبدًا». تبعًا لروبرت زوليك، موظف وزارة الخارجية الأميركية المشارك في عملية التفاوض أربعة زائد اثنان، لم يُبرم التزامٌ رسميٌّ بخصوص التوسيع.

### مجموعة فيشغراد
في شهر فبراير من عام 1991، شكلت بولندا والمجر وتشيكوسلوفاكيا مجموعة فيشغراد للدفع من أجل تكامل أوروبي تحت الاتحاد الأوروبي وحلف شمال الأطلسي، وأيضًا إجراء إصلاحات عسكرية تتماشى مع معايير الأطلسي. كان رد الفعل الداخلي لحلف شمال الأطلسي على هذه الدول السابقة في حلف وارسو سلبيًا في البداية، إلا أن الأعضاء وافقوا مع انعقاد قمة روما في عام 1991 على مجموعة من الأهداف قد تفضي إلى الانضمام، كلبرلة السوق ولبرلة الديمقراطية وأنه ينبغي على حلف شمال الأطلسي أن يكون شريكًا في هذه الجهود. بدأ الجدل داخل الحكومة الأمريكية حول إذا ما كان توسع حلف شمال الأطلسي قابلًا للتنفيذ أو مرغوبًا خلال رئاسة جورج إتش دبليو بوش. وبحلول أواسط العام 1992، أجمعت الإدارة على أن توسع حلف شمال الأطلسي كان خطوة واقعيةٍ سياسية حكيمة لتقوية الهيمنة الأمريكية الأوروبية. في غياب توسع حلف شمال الأطلسي، شعر مسؤولو إدارة بوش بالقلق من أن يملأ الاتحاد الأوروبي الفراغ الأمني في أوروبا الوسطى، وأن يتحدى بذلك نفوذ ما بعد الحرب الباردة الذي نالته الولايات المتحدة. كان هناك جدل إضافي خلال رئاسة بيل كلينتون بين عرض سريع بعضوية كاملة لعدة دول منتقاة وبين عضوية أبطأ وأكثر محدودية لمجموعة من الدول على امتداد فترة زمنية أطول. ساعد نصر الحزب الجمهوري، الذي كان يؤيد توسعًا عدوانيًا، في انتخابات مجلس الشيوخ لعام 1994 على حرف مسار سياسة الولايات المتحدة باتجاه توسع بعضوية كاملة أكثر شمولًا، الذي سعت وراءه الولايات المتحدة في نهاية المطاف في السنوات التالية. في عام 1996، طالب كلينتون دول حلف وارسو السابق وجمهوريات ما بعد الاتحاد السوفييتي بالانضمام إلى حلف شمال الأطلسي، وجعل من توسع حلف الأطلسي جزءًا من سياسته الخارجية.
في تلك السنة، ألمح قادة سوفييت مثل وزير الخارجية آندريه كوزيريف إلى معارضة بلادهم توسع حلف شمال الأطلسي. وفي حين وقع الرئيس الروسي بوريس يلتسن اتفاقية بالفعل مع حلف شمال الأطلسي في شهر مايو من عام 1997، تضمنت الاتفاقية نصًا يشير إلى العضوية الجديدة، ووصف يلتسن بوضوح توسع حلف شمال الأطلسي بأنه «غير مقبول» وأنه يشكل تهديدًا للأمن الروسي في خطته للأمن القومي في شهر ديسمبر من عام 1997. كانت الأعمال العسكرية الروسية، بما في ذلك حرب الشيشان الأولى، من بين العوامل المحفزة لبلدان شرق أوروبا وأوروبا الوسطى، ولا سيما تلك التي تملك ذاكرة لأعمال عسكرية سوفييتية مماثلة، لكي تدفع باتجاه طلب الانضمام إلى حلف شمال الأطلسي وضمان أمنها القومي على المدى البعيد. خسرت الأحزاب السياسية التي أبدت ترددًا حول عضوية حلف شمال الأطلسي في الانتخابات، من بينها الحزب الاشتراكي البلغاري في عام 1997، وحركة حزب الشعب من أجل سلوفاكيا ديمقراطية في عام 1998. وتأكدت مساعي المجر في الانضمام من خلال استفتاء أجري في شهر نوفمبر من عام 1997 ذهبت أصوات المقترعين فيه لمصلحة العضوية في حلف الأطلسي بنسبة ٪85.3. خلال هذه الفترة، أنشئت منتديات أكبر للتعاون الإقليمي بين حلف شمال الأطلسي وجيرانه الشرقيين، من بينها مجلس التعاون الأوروبي الأطلسي (سمي لاحقًا مجلس الشراكة الأوروبية الأطلسية) والشراكة من أجل السلام. 
وفي حين دعي باقي أعضاء فيشغراد إلى الانضمام إلى حلف شمال الأطلسي في قمة مدريد عام 1997، استبعدت سلوفاكيا استنادًا إلى ما اعتبره العديد من الأعضاء أفعالًا غير ديمقراطية من قبل رئيس الوزراء القومي فلاديمير ميسيار. كانت هناك خطة لدعوة كل من رومانيا وسلوفينيا في عام 1997، ونالت كل من الدولتين دعم عضو بارز في حلف شمال الأطلسي، فرنسا وإيطاليا على التوالي، إلا أنه لم يكن ثمة إجماع على هذا التوسع بين الأعضاء، ولا ضمن الحكومات الفردية، بما في ذلك مجلس الشيوخ الأمريكي. في رسالة مفتوحة إلى الرئيس الأمريكي بيل كلينتون، أعرب أكثر من 40 خبيرًا في السياسة الخارجية، من بينهم بيل برادلي وسام نان وجاري هارت وبول نيتزي وروبيرت مكنامارا، عن مخاوفهم حول توسع حلف شمال الأطلسي بوصفه باهظ التكلفة وغير ضروري في الآن نفسه نظرًا إلى انعدام تهديد خارجي من روسيا في تلك الفترة. انضمت المجر وبولندا وجمهورية التشيك رسميًا إلى حلف شمال الأطلسي في مارس عام 1999.

### مجموعة فيلنيوس
أُلحقت المجر وبولندا وجمهورية التشيك بحلف الناتو رسميًا في قمة واشنطن عام 1999، وأعلن الناتو حينها إصدار دلائل إرشادية للحصول على العضوية، وتخصيص خطط عمل العضوية لكلّ من ألبانيا وبلغاريا وإستونيا ولاتفيا وليتوانيا ومقدونيا الشمالية ورومانيا وسلوفاكيا وسلوفينيا. التحقت كرواتيا بتلك الدول في مايو عام 2000، فتأسست حينها مجموعة فيلنيوس بهدف التعاون والضغط على الحلف للحصول على العضوية العادية، وبحلول موعد قمة براغ عام 2002، دُعيت 7 دول لتقديم طلب العضوية، وحدث ذلك في قمة إسطنبول عام 2004. عقدت سلوفينيا استفتاءً بخصوص عضوية الناتو في العام السابق للقمة، وكانت نسبة المؤيدين 66%.
استاءت روسيا بسبب إضافة دول البلطيق الثلاث إلى حلف الناتو، وهي أول دولٍ سوفيتية سابقة تنضمّ إلى الحلف. كانت القوات الروسية متمركزة في دول البلطيق منذ أواخر عام 1995، لكن التكامل الأوروبي والعضوية في حلف الناتو من الأهداف المغرية جدًا لدول البلطيق في تلك الفترة. أظهرت الاستثمارات العاجلة في المجال العسكري لكلّ من تلك الدول جديّتها في رغبة الانضمام إلى الناتو، وشاركت أيضًا في العمليات العسكرية التي قادها الناتو بعد أحداث 11 سبتمبر، خصوصًا مشاركة إستونيا في العمليات ضمن أفغانستان. وهكذا، حازت الدول الثلاث على دعم جوهري من شخصيات مؤثرة، مثل السيناتور الأمريكي جون ماكين والرئيس الفرنسي جاك شيراك والمستشار الألماني غيرهارد شرودر. جاء في إحدى الدراسات التي نُشرت في دورية الدراسات الأمنية عام 2006 فكرة مفادها أن توسّع الناتو في عامي 1999 و2004 ساهم في إرساء الديمقراطية وتمكينها في أوروبا الوسطى والشرقية.

### الميثاق الأدرياتيكي
بدأت كرواتيا خطة عمل العضوية في قمة عام 2002، لكنها لم تُشمل في عمليات التوسع عام 2004. لذا انضمت كرواتيا إلى ألبانيا ومقدونيا في مايو عام 2003 لتأسيس رابطة عُرفت باسم الميثاق الأدرياتيكي. أشعلت احتمال انضمام كرواتيا إلى حلف شمال الأطلسي جدلًا وطنيًا حول الحاجة إلى إجراء استفتاء شعبي بخصوص الحصول على العضوية قبل الانضمام إلى المنظمة. وافق رئيس الوزراء الكرواتي إيفو ساندر في يناير عام 2008 على عدم اقتراح الاستفتاء رسميًا، وذلك بعد تأسيسه حكومة تحالف مع حزب الفلاحين الكرواتي والحزب الكرواتي الاجتماعي الليبرالي.